# Liver Å
Liver Å – rzeka w Vendsyssel (północnej części Półwyspu Jutlandzkiego) w Danii.
Rzeka powstaje ok. 10 km na południowy wschód od miejscowości Hjørring ze zbiegu rzek Hundevel Å i Stenvad Å. Po kilku kilometrach mają miejsce dopływy Rakkeby Å, Hæstrup Møllebæk, Varbro Å i in.
Liver Å ma ok. 20 km. Uchodzi do cieśniny Skagerrak w okolicy bogatej w śródlądowe wydmy plaży Kærsgård Strand, 7 km na południowy wschód od Hirtshals. Ujście rzeki na odcinku 10 km na północny zachód od Hjørring ma od roku 1956 status obszaru chronionego. Obecnie (2013) jest to specjalny obszar ochrony siedlisk, razem z plażą Kærsgård Strand i niestabilnym jeziorem Vandplasken tworzący duński obszar nr 6 o powierzchni 442 ha w ramach programu Natura 2000.
Nazwa rzeki znana jest od roku 1375, początkowo jako Lygeraa. Pierwsza część nazwy pochodzi z jęz. staroduńskiego i oznacza „bagnisty teren”, natomiast Å to po duńsku „rzeka”.
O Liver Å śpiewa w lokalnym dialekcie Vendelbomål popularny duński piosenkarz Niels Hausgaard.